# Prix Michler
Pour les articles homonymes, voir Michler.
Le prix Michler (Ruth I. Michler Memorial Prize of the AWM) est une distinction mathématique décernée par l'Association for Women in Mathematics (AWM). Il récompense une mathématicienne récemment promue au département de mathématiques de l'université Cornell et doté d'une prime de 50 000 $. Il est nommé en mémoire de la mathématicienne américaine Ruth I. Michler.

## Lauréates
- 2023-2024 : Lauren Childs[3]
- 2022-2023 : Emily E. Witt (Université du Kansas)[4]
- 2021-2022 : Shabnam Akhtari (en)
- 2019-2020 : Anna Skripka
- 2018-2019 : Julie Bergner, (Université de Virginie) : "2-Segal structures and the Waldhausen S-construction"[5],[6],[7]
- 2017-2018 : Julia Gordon (université de la Colombie-Britannique) : "Wilkie's theorem and (ineffective) uniform bounds"
- 2016-2017 : Pallavi Dani (université d'État de Louisiane) : "Large-scale geometry of right-angled Coxeter groups"
- 2015-2016 : Malabika Pramanik (université de la Colombie-Britannique) : "Needles, Bushes, Hairbrushes, and Polynomials"
- 2014-2015 : Sema Salur (université de Rochester) : "Manifolds with G2 structure and beyond"[8]
- 2013-2014 : Megumi Harada (Université McMaster) : "Newton-Okounkov bodies and integrable systems"
- 2012-2013 : Ling Long (université d'État de l'Iowa) : "Atkin and Swinnerton-Dyer Congruences"
- 2011-2012 : Anna Mazzucato (université d'État de Pennsylvanie) : "The Analysis of Incompressible Fluids at High Reynolds Numbers"
- 2010-2011 : Patricia Hersh (université d'État de Caroline du Nord) : "Regular CS Complexes, Total Positivity and Bruhat Order"[9]
- 2009-2010 : Maria Gordina (université du Connecticut) : "Lie's Third Theorem in Infinite Dimensions"[10]
- 2008-2009 : Irina Mitrea (université de Virginie) : "Boundary-Value Problems for Higher-Order Elliptic Operators"[11]
- 2007-2008 : Rebecca Goldin (université George Mason) : "The Geometry of Polygons"[12],[13].